# Prexaspe (courtisan de Cambyse)
Pour le général, voir Prexaspe.
 (février 2021).
 (septembre 2023).
Prexaspe, grec ancien, est un courtisan de Cambyse, roi de Perse. Il nous est connu par Hérodote dans son Histoire, livre III.
Prexaspe eut un jour l'imprudence de remontrer à ce prince les dangers de l'ivrognerie à laquelle il s'adonnait. Pour lui prouver qu'il conservait dans l'ivresse la main la plus sûre, Cambyse fit amener devant lui le fils de Prexaspe et lui perça le cœur d'une flèche; le courtisan eut la bassesse de louer l'adresse du tyran (Hérodote Liv. III, XXXV, trad. Larcher) :

« Ce prince s'étant donc rappelé les discours des Perses : « Apprends  maintenant, dit-il en colère à Prexaspes, apprends si les Perses disent vrai,  et s'ils n'ont pas eux-mêmes perdu l'esprit quand ils parlent ainsi de moi. Si  je frappe au milieu du coeur de ton fils, que tu vois debout dans ce vestibule,  il sera constant que les Perses se trompent. Mais si je manque mon coup, il sera  évident qu'ils disent vrai et que j'ai perdu le sens. »Ayant ainsi parlé, il  bande son arc, et frappe le fils de Prexaspes. Le jeune homme tombe ; Cambyse le  fait ouvrir, pour voir où avait porté le coup, et la flèche se trouva au  milieu du coeur. Alors ce prince, plein de joie, s'adressant au père du jeune  homme : « Tu vois clairement, lui dit-il en riant, que je ne suis point un  insensé, mais que ce sont les Perses qui ont perdu l'esprit. Dis-moi  présentement si tu as vu quelqu'un frapper le but avec tant de justesse ? » »

C'est ce même Prexaspe qui, par ordre de Cambyse, avait tué Smerdis, frère du roi.

Le nom
Prexaspes est l'interprétation ionienne de l'ancien iranien *Para.wakhsh.aspa, signifiant « celui qui a un cheval à croupe haute ». [1]                  

## Source
Cet article comprend des extraits du Dictionnaire Bouillet. Il est possible de supprimer cette indication, si le texte reflète le savoir actuel sur ce thème, si les sources sont citées, s'il satisfait aux exigences linguistiques actuelles et s'il ne contient pas de propos qui vont à l'encontre des règles de neutralité de Wikipédia.
- 1. Āzādān, Pīrōz (Peyravi, Morad). 2024. Prexaspes is the Ionic rendering of the Old Iranian *Para.wakhsh.aspa. Onoma 59, 263–276. DOI: 10.34158/ONOMA.59/2024/13.